# Vale a Pena Sonhar (álbum de Novo Som)
Vale a Pena Sonhar é o décimo álbum de estúdio, da banda Novo Som lançado em 2004.
Neste trabalho, a banda mescla seu estilo com outras vertentes musicais, como o R&B, soul e a black music, trazendo também uma presença mais forte dos teclados nos arranjos das canções.
A escolha do nome do álbum foi realizada através de uma promoção feita na Internet. Por ser o primeiro trabalho da banda sem a presença do compositor Lenilton, o repertório contou uma grande variedade de compositores no repertório.

## Faixas
1. Águas - 04:16 (Joey Summer)
2. O Jovem Rico - 04:15 (Ed Wilson e Elvis Tavares)
3. Vale a Pena Sonhar - 03:30 (Wagner Carvalho e Gilberto Nogueira)
4. Por um Segundo - 04:01 (Jill Viegas)
5. Teu Choro - 03:49 (Mito)
6. O Número Um - 03:53 (Wagner Carvalho e Davi Fernandes)
7. Teu Perdão - 03:24 (Joey Summer e Gilberto Nogueira)
8. O Que Passou, Passou - 03:43 (Mito)
9. Nas Mãos do Pai - 03:46 (Wagner Carvalho e Cristiane Carvalho)
10. Um Olhar - 03:53 (Ringo de Moraes, Marina Robaine, Gabi Robaine e Sarah)
11. É Só Acreditar - 04:28 (Mito)
12. Gesto de Amor - 04:10 (Davi Fernandes e Marcelo Magrão)
13. Eu Sei - 03:42 (Joey Summer e Daniel Lamas)

## Créditos
- Lead Vocal: Alex Gonzaga
- Teclados: Mito
- Guitarra: Joey Summer
- Baixo: Charles Martins
- Bateria: Geraldo Abdo